# بی هاربر آیلندز (فلوریدا)
بی هاربر آیلندز (به انگلیسی: Bay Harbor Islands) شهرکی در شهرستان میامی-دید ایالت فلوریدا است که در سال ۱۹۴۷ بنیان‌گذاری شده‌است. این شهرک طبق سرشماری سال ۲۰۱۰ میلادی، ۵٬۶۲۸ نفر جمعیت داشته و مساحت آن نیز ۱٫۶ کیلومتر مربع است.